# Greg Lyman
Gregory Gray M. „Greg“ Lyman (* 9. März 1950 in Gary, Indiana) ist ein ehemaliger US-amerikanischer Eisschnellläufer.
Lyman trat bei den Olympischen Winterspielen 1972 im japanischen Sapporo über 500 m an und erreichte den 20. Platz. Im Jahr darauf gelang ihm bei den Sprintweltmeisterschaften der Profis ein siebter Platz im Mehrkampf, bei den offenen Sprinteuropameisterschaften 1973 schaffte er den achten Rang.
Lyman hat an der University of Wisconsin studiert und doch 1974 seinen Abschluss gemacht. Anschließend wechselte er zur University of Colorado und bildete sich zum Richter weiter.
Lyman ist mit Pat Scheehan verheiratet, einer ehemaligen Eisschnellläuferin und Schauspielerin, und lebt mit ihr in Durango, Colorado.

## Persönliche Bestzeiten
| Strecke | Zeit        | Datum          | Ort   |
| ------- | ----------- | -------------- | ----- |
| 500 m   | 39,10 s     | 7. Januar 1972 | Davos |
| 1000 m  | 1:20,00 min | 7. Januar 1972 | Davos |
| 1500 m  | 2:11,80 min | 1. Mai 1972    | –     |
| 3000 m  | 4:53,20 min | 1. Mai 1972    | –     |
| 5000 m  | 8:52,30 min | 1. Mai 1972    | –     |